# Жито (картина Шишкіна)
«Жито» — картина російського художника Івана Шишкіна.

## Історія
Картина експонувалася на VI пересувній виставці, що пройшла в 1878 році в приміщенні Товариства заохочення мистецтв. Тему для цього твору — як і для багатьох інших своїх картин — Шишкін знайшов на батьківщині, під час поїздки 1877 року разом з дочкою в Єлабугу.
Придбана П. М. Третьяковим в 1878 р у автора.

## Експозиція
На задньому плані картини могутня сосна. Це дерево — символ усієї творчості художника. Непереборно закоханий в російський ліс, він виписує її ніжно й докладно — її похилені від тяжкості вниз гілки, її химерно викривлений стовбур, що додає дереву додаткову чарівність, її гордо піднесену в саму височінь верхівку.
Купчасті хмари важко нависають над житом, вони загрожують зливою — очищуючою й благодатною. Тиша й безвітря, які ніби розлиті по простору картини і майже фізично відчуваються, — теж знак близької грози, необхідної землі для того, щоб віддати людині, яка її обробляє, свої дари.
Єдина деталь, яка навіває неясну тривогу, — загибле дерево. Можливо, воно внесене в композицію для посилення реалістичного звучання і є результатом пленерних студій. Інше припущення: засохла сосна виступає тут відгоміном недавніх переживань автора: втрата коханої людини, батька, двох малолітніх синів.
Стежка, що заросла травою й квітами, немов запрошує подорожнього пройти по ній, ваблячи й обіцяючи відвести в світлу далечінь.
Ластівки літають прямо над землею — так стрімко, що здається, їхні тіні не встигають за ними.